# Esteban Cambiasso
Esteban Matías Cambiasso Deleau (Buenos Aires, 18 agosto 1980) è un ex calciatore argentino, di ruolo centrocampista.
Cresciuto prima nell'Argentinos Juniors e poi nella formazione B del Real Madrid, si afferma tra le file di Independiente e River Plate, con il quale vince un campionato argentino. Nel 2002 fa ritorno al Real Madrid conquistando un campionato spagnolo, una Supercoppa UEFA, una Coppa Intercontinentale e una Supercoppa spagnola. Dal 2004 al 2014 milita nell'Inter, contribuendo in maniera decisiva alla vittoria di cinque campionati italiani consecutivi, quattro Coppe Italia, quattro Supercoppe italiane nonché una Champions League e un Mondiale per club. Lascia i nerazzurri per trasferirsi prima al Leicester City e poi all'Olympiakos, con il quale vince due campionati greci prima di ritirarsi all'età di 37 anni.
Con la nazionale argentina ha disputato una Confederations Cup (2005), un Mondiale (2006) e due Coppe America (2007 e 2011). Con la nazionale Under-20 ha vinto un campionato mondiale (1997) e due campionati sudamericani (1997 e 1999).
Con 25 trofei vinti è il secondo calciatore argentino più vincente di tutti i tempi, dietro al solo Lionel Messi.

## Biografia
Soprannominato sin da bambino El Cuchu per la somiglianza con un personaggio della televisione argentina chiamato Cuchuflito, possiede il passaporto italiano, avendo origini liguri, precisamente di Serra Riccò (il cognome originario era Cambiaso). Anche suo fratello Nicolás è un ex calciatore professionista, di ruolo portiere.

## Caratteristiche tecniche
Centrocampista completo, si distingueva in particolare per la visione di gioco e l'abilità nei passaggi. La sapienza tattica ne consentiva lo schieramento sia in mediana che sulla trequarti, mentre la tendenza all'inserimento lo portava spesso a trovare la via del gol.
Le capacità in marcatura e contrasto ne permettevano, infine, l'utilizzo da centrale difensivo in casi d'emergenza. Nel corso della carriera si distinse inoltre per grinta e leadership mostrate in campo.

## Carriera

### Giocatore

#### Club

##### Real Madrid e prestiti in Argentina
Dopo aver iniziato a giocare nel settore giovanile dell'Argentinos Juniors, viene notato dagli osservatori del Real Madrid che decidono di portarlo in Spagna per fargli fare esperienza tra le file della formazione B. Nel 1998 il Real Madrid lo cede in prestito prima all'Indipendiente e poi al River Plate, dove si impone come uno dei titolari della squadra che vince il torneo di Clausura nel 2002.
Nel 2002 viene richiamato dal Real Madrid per essere aggregato alla prima squadra, giocando da titolare le vittoriose finali di Supercoppa UEFA e Coppa Intercontinentale, rispettivamente contro gli olandesi del Feyenoord (3-1) e i paraguaiani dell'Olimpia Asunción (2-0). Al termine della stagione conquista anche il titolo, contribuendo alla vittoria finale con ventiquattro presenze. L'annata successiva si apre con il successo in Supercoppa spagnola ai danni del Maiorca (1-2 e 3-0) ma le presenze in campionato saranno solo diciassette.

##### Inter

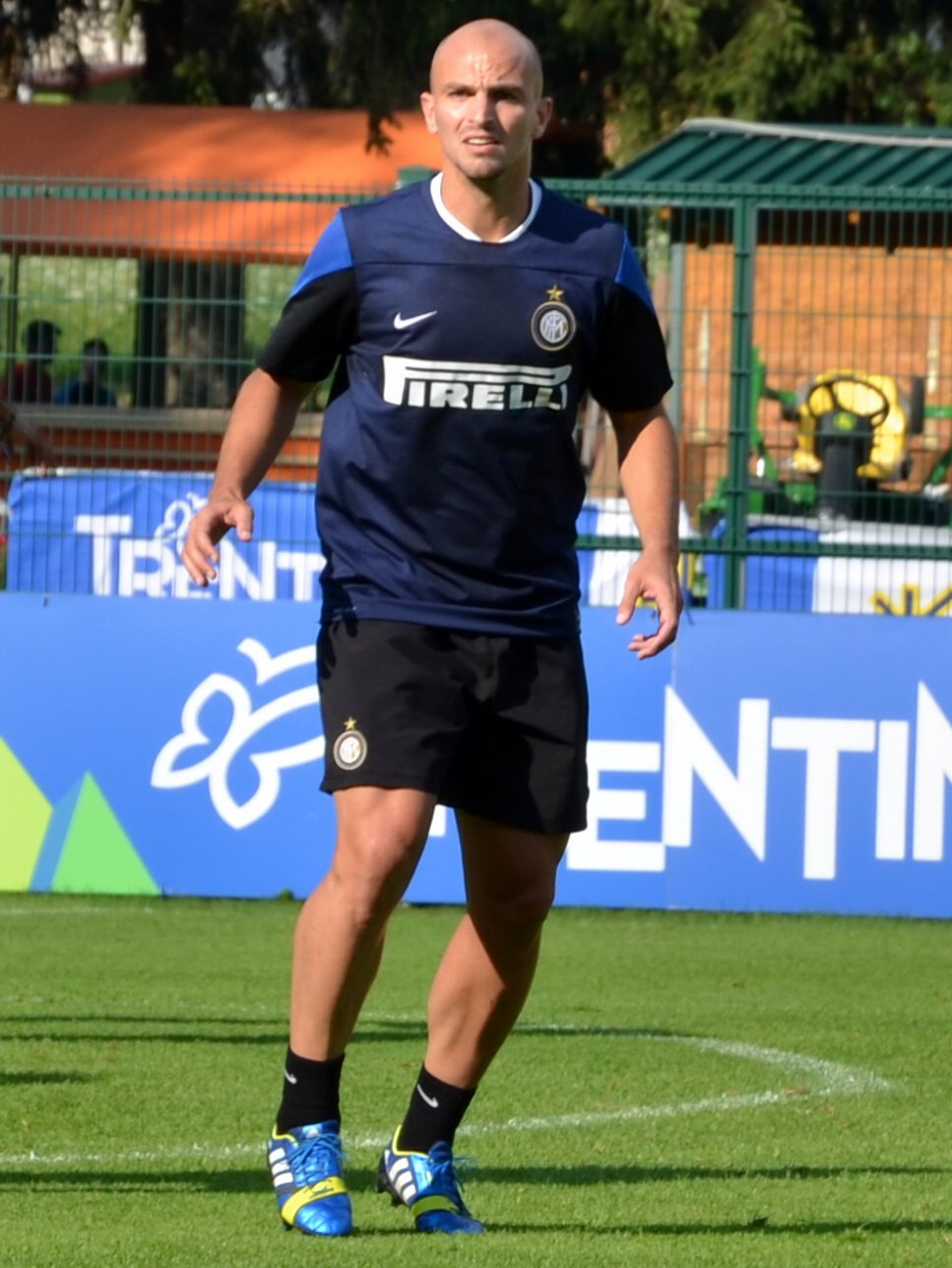
Cambiasso nel 2013 con l'Inter.

Il 28 agosto 2004 si trasferisce a parametro zero in Italia, all'Inter, che cercava un rinforzo per il suo centrocampo. Il 3 ottobre dello stesso anno segna il suo primo gol nel 3-3 in casa della Roma mentre la prima doppietta arriverà il 9 settembre 2006 nella vittoria per 3-2 contro la Fiorentina.
Durante la sua esperienza in nerazzurro si impone come uno dei migliori centrocampisti a livello mondiale, risultando tra i massimi artefici della vittoria di cinque campionati italiani consecutivi (2005-2006, 2006-2007, 2007-2008, 2008-2009 e 2009-2010), quattro Coppe Italia (2004-2005, 2005-2006, 2009-2010 e 2010-2011) e quattro Supercoppe italiane (2005, 2006, 2008 e 2010) ma soprattutto della UEFA Champions League (2010). Il 18 dicembre 2010, vincendo la Coppa del mondo per club, supera Di Stéfano nella classifica dei calciatori argentini più titolati di sempre raggiungendo quota ventidue titoli. L'8 maggio 2011, nella vittoria per 3-1 contro la Fiorentina, raggiunge la trecentesima presenza e segna la trentesima rete con l'Inter. Nella stagione 2013-2014 supera i traguardi delle 50 reti in nerazzurro e delle 300 partite in Serie A, rispettivamente contro il Verona e il Milan. Lascia i nerazzurri al termine dell'annata insieme ai connazionali Javier Zanetti, Walter Samuel e Diego Milito: la sua ultima partita è contro il Chievo al Bentegodi, lo stesso stadio in cui aveva esordito quasi dieci anni prima. Complessivamente con l'Inter ha messo insieme 431 presenze e 51 gol vincendo 15 trofei.

##### Leicester

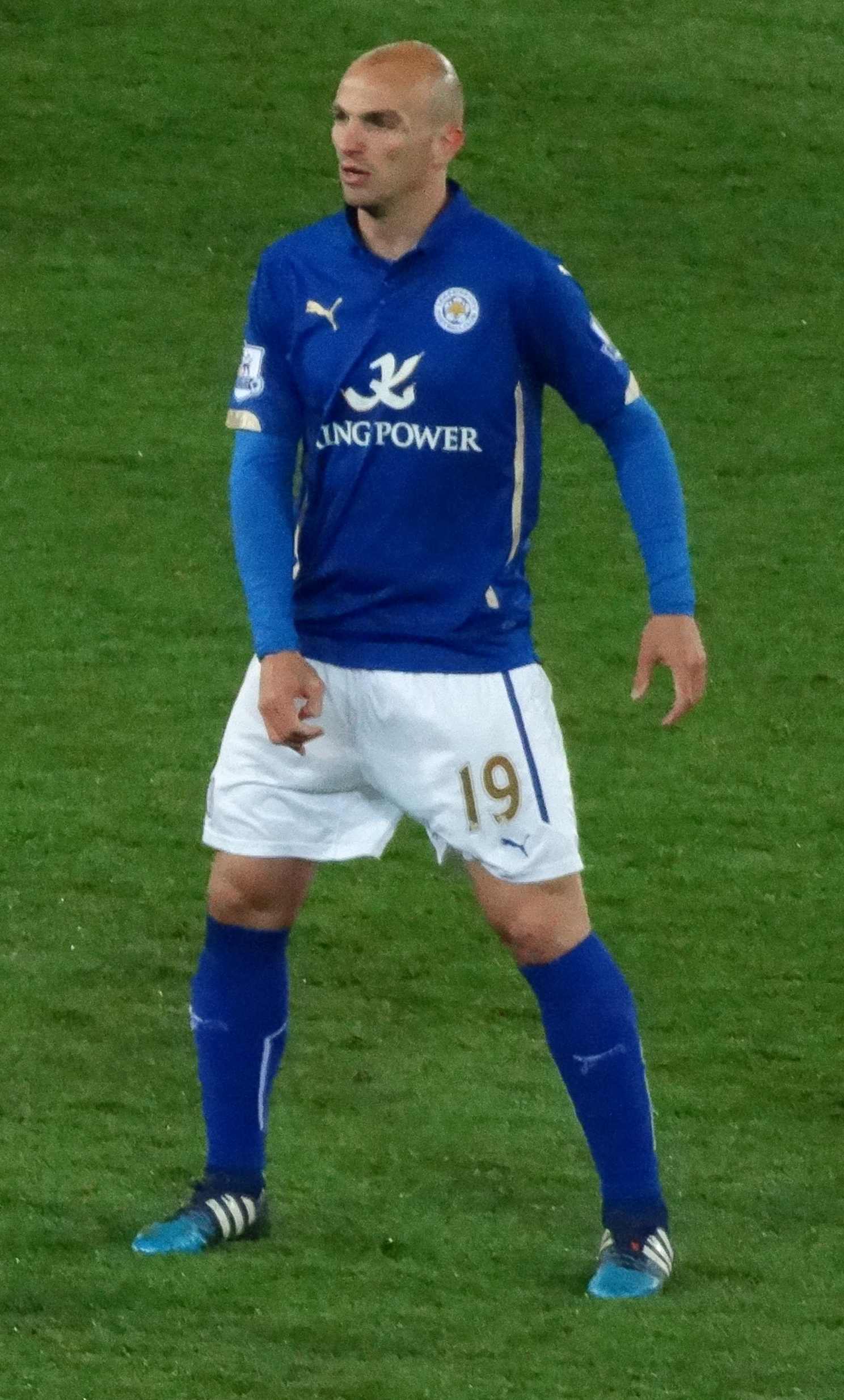
Cambiasso nel 2015 con il Leicester City.

Il 28 agosto 2014 si trasferisce al club inglese del Leicester City, squadra neopromossa in Premier League. Il suo esordio con le Foxes avviene il 13 settembre contro lo Stoke City, nella partita vinta per 1-0; la settimana successiva realizza la prima rete nel 5-3 contro il Manchester United. Chiude l'esperienza inglese con 33 presenze e 5 gol, venendo eletto dai tifosi come giocatore dell'anno.

##### Olympiakos
Il 7 agosto 2015 firma con i greci dell'Olympiakos. Fa il suo esordio nella seconda giornata contro il Levadeiakos mentre segna la sua prima rete all'esordio in Coppa di Grecia contro il Panegialios, firmando la rete del 2-0. Dopo essere rientrato da un infortunio alla coscia, segna anche il suo primo gol in campionato firmando il terzo dei quattro segnati dalla sua squadra nella vittoriosa sfida interna contro l'Atromitos. Con il club del Pireo disputa due stagioni conquistando altrettanti campionati, per poi ritirarsi dal calcio giocato.

#### Nazionale

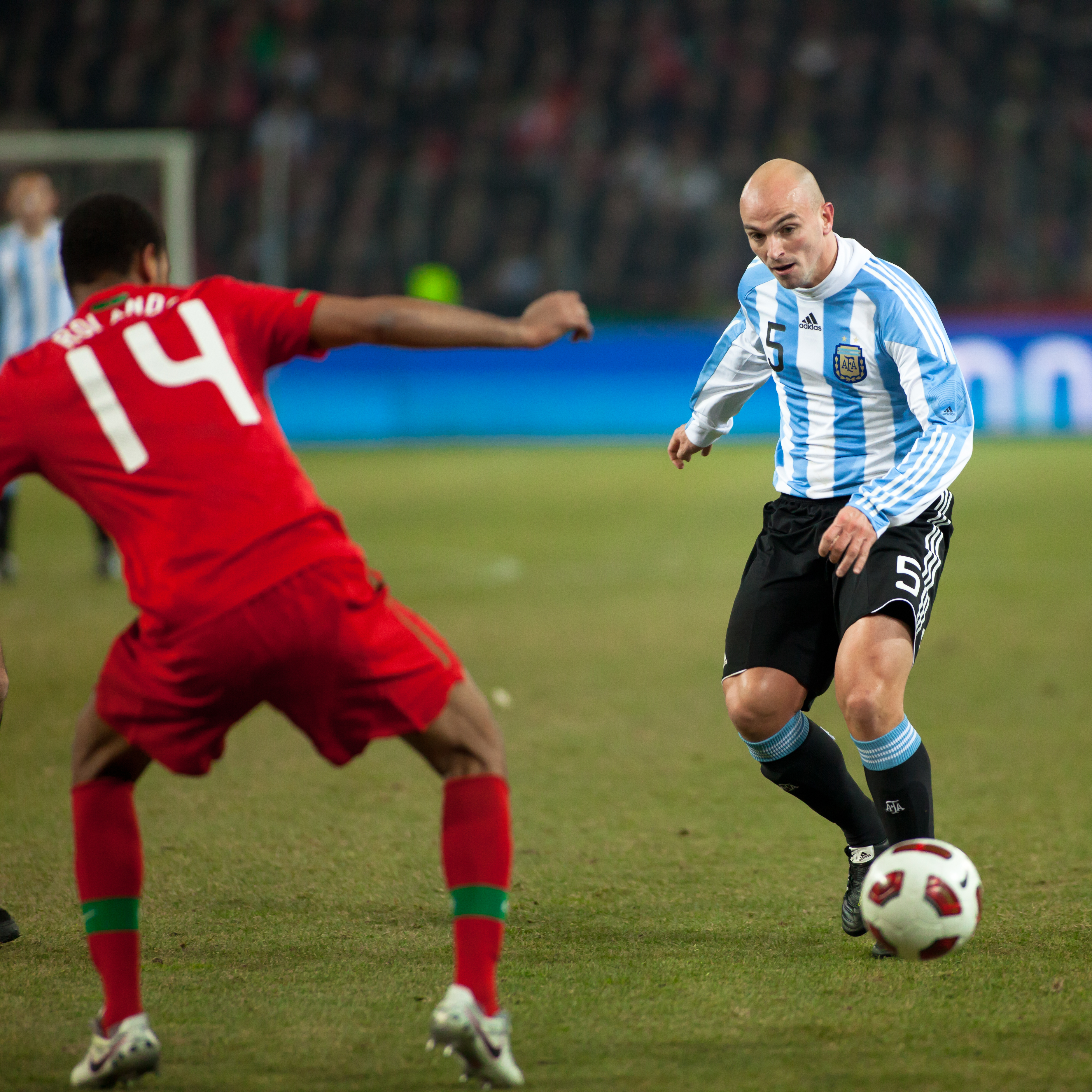
Cambiasso durante - del 9 febbraio 2011.

Dopo aver vinto con la nazionale Under-20 un campionato mondiale (1997) e due campionati sudamericani (1997 e 1999), nel 2000 debutta nella nazionale maggiore, facendone stabilmente parte fino all'inizio della gestione Maradona. Con la maglia della nazionale argentina prende parte alla Confederations Cup 2005, al Mondiale 2006 e alla Coppa America 2007. Non viene inserito nella lista dei convocati per il Mondiale 2010.
Nel luglio 2011 prende parte alla Coppa America.

### Dopo il ritiro

#### Opinionista
Nel giugno 2016 ha commentato l'edizione del Centenario della Copa América per Sky Sport. Il 22 ottobre 2017 entra a far parte della squadra di Sky Calcio Club, programma di approfondimento condotto da Fabio Caressa. Dal 2020 è uno degli ospiti fissi di Champions League Show come opinionista in studio ed eccezionalmente nelle vesti di bordocampista come per Inter-Barcellona, semifinale di ritorno del 2025.

#### Allenatore
Il 13 giugno 2017 inizia il corso da allenatore professionista categoria UEFA A a Coverciano che abilita ad allenare formazioni giovanili e squadre fino alla Serie C e consente di essere allenatore in seconda in Serie A e B. Il 7 settembre dello stesso anno supera con esito positivo l'esame di fine corso, ottenendo la licenza di allenatore UEFA A.
Il 28 maggio 2018 entra nello staff tecnico della Colombia come assistente dell'allenatore José Pekerman per i Mondiali 2018.

## Statistiche

### Presenze e reti nei club
Statistiche aggiornate al termine della carriera da calciatore.
| Stagione             | Squadra              | Campionato           | Campionato | Campionato | Coppe nazionali | Coppe nazionali | Coppe nazionali | Coppe continentali | Coppe continentali | Coppe continentali | Altre coppe | Altre coppe | Altre coppe | Totale | Totale |
| Stagione             | Squadra              | Comp                 | Pres       | Reti       | Comp            | Pres            | Reti            | Comp               | Pres               | Reti               | Comp        | Pres        | Reti        | Pres   | Reti   |
| -------------------- | -------------------- | -------------------- | ---------- | ---------- | --------------- | --------------- | --------------- | ------------------ | ------------------ | ------------------ | ----------- | ----------- | ----------- | ------ | ------ |
| 1996-1997            | Real Madrid B        | SD                   | 8          | 0          | -               | -               | -               | -                  | -                  | -                  | -           | -           | -           | 8      | 0      |
| 1997-1998            | Real Madrid B        | SDB                  | 34+6       | 4+0        | -               | -               | -               | -                  | -                  | -                  | -           | -           | -           | 40     | 4      |
| Totale Real Madrid B | Totale Real Madrid B | Totale Real Madrid B | 48         | 4          |                 | -               | -               |                    | -                  | -                  |             | -           | -           | 48     | 4      |
| 1998-1999            | Independiente        | PD                   | 27         | 3          | -               | -               | -               | CM                 | -                  | -                  | -           | -           | -           | 27     | 3      |
| 1999-2000            | Independiente        | PD                   | 36         | 6          | -               | -               | -               | CM                 | 7                  | 2                  | -           | -           | -           | 43     | 8      |
| 2000-2001            | Independiente        | PD                   | 35         | 5          | -               | -               | -               | CM                 | -                  | -                  | -           | -           | -           | 35     | 5      |
| Totale Independiente | Totale Independiente | Totale Independiente | 98         | 14         |                 | -               | -               |                    | 7                  | 2                  |             | -           | -           | 105    | 16     |
| 2001-2002            | River Plate          | PD                   | 37         | 12         | -               | -               | -               | CM+CL              | 3+6                | 1+1                | -           | -           | -           | 46     | 14     |
| 2002-2003            | Real Madrid          | PD                   | 24         | 0          | CR              | 4               | 0               | UCL                | 9                  | 0                  | SU+CInt     | 1+1         | 0           | 39     | 0      |
| 2003-2004            | Real Madrid          | PD                   | 17         | 0          | CR              | 4               | 1               | UCL                | 5                  | 0                  | SS          | 2           | 0           | 28     | 1      |
| Totale Real Madrid   | Totale Real Madrid   | Totale Real Madrid   | 41         | 0          |                 | 8               | 1               |                    | 14                 | 0                  |             | 4           | 0           | 67     | 1      |
| 2004-2005            | Inter                | A                    | 30         | 2          | CI              | 3               | 0               | UCL                | 11                 | 0                  | -           | -           | -           | 44     | 2      |
| 2005-2006            | Inter                | A                    | 34         | 5          | CI              | 3               | 1               | UCL                | 10                 | 0                  | SI          | 1           | 0           | 48     | 6      |
| 2006-2007            | Inter                | A                    | 21         | 3          | CI              | 4               | 1               | UCL                | 2                  | 1                  | SI          | 1           | 0           | 28     | 5      |
| 2007-2008            | Inter                | A                    | 33         | 6          | CI              | 2               | 0               | UCL                | 8                  | 2                  | SI          | 1           | 0           | 44     | 8      |
| 2008-2009            | Inter                | A                    | 35         | 4          | CI              | 3               | 1               | UCL                | 8                  | 0                  | SI          | 1           | 0           | 47     | 5      |
| 2009-2010            | Inter                | A                    | 30         | 3          | CI              | 4               | 0               | UCL                | 12                 | 1                  | SI          | 1           | 0           | 47     | 4      |
| 2010-2011            | Inter                | A                    | 30         | 7          | CI              | 4               | 0               | UCL                | 7                  | 1                  | SI+SU+Cmc   | 1+1+2       | 0           | 45     | 8      |
| 2011-2012            | Inter                | A                    | 37         | 4          | CI              | 2               | 0               | UCL                | 8                  | 1                  | SI          | 0           | 0           | 47     | 5      |
| 2012-2013            | Inter                | A                    | 33         | 3          | CI              | 2               | 0               | UEL                | 13                 | 1                  | -           | -           | -           | 48     | 4      |
| 2013-2014            | Inter                | A                    | 32         | 4          | CI              | 1               | 0               | -                  | -                  | -                  | -           | -           | -           | 33     | 4      |
| Totale Inter         | Totale Inter         | Totale Inter         | 315        | 41         |                 | 28              | 3               |                    | 79                 | 7                  |             | 9           | 0           | 431    | 51     |
| 2014-2015            | Leicester City       | PL                   | 31         | 5          | FACup+CdL       | 2+0             | 0               | -                  | -                  | -                  | -           | -           | -           | 33     | 5      |
| 2015-2016            | Olympiakos           | SL                   | 14         | 2          | CG              | 3               | 2               | UCL+UEL            | 3+1                | 0                  | -           | -           | -           | 21     | 4      |
| 2016-2017            | Olympiakos           | SL                   | 14         | 0          | CG              | 5               | 1               | UCL+UEL            | 1+8                | 0+2                | -           | -           | -           | 28     | 3      |
| Totale Olympiakos    | Totale Olympiakos    | Totale Olympiakos    | 28         | 2          |                 | 8               | 3               |                    | 13                 | 2                  |             | -           | -           | 49     | 7      |
| Totale carriera      | Totale carriera      | Totale carriera      | 598        | 78         |                 | 46              | 7               |                    | 122                | 13                 |             | 13          | 0           | 779    | 98     |

### Cronologia presenze e reti in nazionale
| Cronologia completa delle presenze e delle reti in nazionale ― Argentina | Cronologia completa delle presenze e delle reti in nazionale ― Argentina | Cronologia completa delle presenze e delle reti in nazionale ― Argentina | Cronologia completa delle presenze e delle reti in nazionale ― Argentina | Cronologia completa delle presenze e delle reti in nazionale ― Argentina | Cronologia completa delle presenze e delle reti in nazionale ― Argentina | Cronologia completa delle presenze e delle reti in nazionale ― Argentina | Cronologia completa delle presenze e delle reti in nazionale ― Argentina |
| Data                                                                     | Città                                                                    | In casa                                                                  | Risultato                                                                | Ospiti                                                                   | Competizione                                                             | Reti                                                                     | Note                                                                     |
| ------------------------------------------------------------------------ | ------------------------------------------------------------------------ | ------------------------------------------------------------------------ | ------------------------------------------------------------------------ | ------------------------------------------------------------------------ | ------------------------------------------------------------------------ | ------------------------------------------------------------------------ | ------------------------------------------------------------------------ |
| 20-12-2000                                                               | Los Angeles                                                              | Argentina                                                                | 2 – 0                                                                    | Messico                                                                  | Reebok Cup                                                               | -                                                                        |                                                                          |
| 12-2-2003                                                                | Amsterdam                                                                | Paesi Bassi                                                              | 1 – 0                                                                    | Argentina                                                                | Amichevole                                                               | -                                                                        | 72’                                                                      |
| 30-4-2003                                                                | Tripoli                                                                  | Libia                                                                    | 1 – 3                                                                    | Argentina                                                                | Amichevole                                                               | -                                                                        |                                                                          |
| 8-6-2003                                                                 | Osaka                                                                    | Giappone                                                                 | 1 – 4                                                                    | Argentina                                                                | Kirin Cup 2003                                                           | -                                                                        |                                                                          |
| 11-6-2003                                                                | Seul                                                                     | Corea del Sud                                                            | 0 – 1                                                                    | Argentina                                                                | Amichevole                                                               | -                                                                        |                                                                          |
| 15-11-2003                                                               | Buenos Aires                                                             | Argentina                                                                | 3 – 0                                                                    | Bolivia                                                                  | Qual. Mondiali 2006                                                      | -                                                                        | 89’                                                                      |
| 28-4-2004                                                                | Rabat                                                                    | Marocco                                                                  | 0 – 1                                                                    | Argentina                                                                | Amichevole                                                               | -                                                                        |                                                                          |
| 9-10-2004                                                                | Buenos Aires                                                             | Argentina                                                                | 4 – 2                                                                    | Uruguay                                                                  | Qual. Mondiali 2006                                                      | -                                                                        |                                                                          |
| 13-10-2004                                                               | Santiago del Cile                                                        | Cile                                                                     | 0 – 0                                                                    | Argentina                                                                | Qual. Mondiali 2006                                                      | -                                                                        | 43’                                                                      |
| 17-11-2004                                                               | Buenos Aires                                                             | Argentina                                                                | 3 – 2                                                                    | Venezuela                                                                | Qual. Mondiali 2006                                                      | -                                                                        | 79’                                                                      |
| 9-2-2005                                                                 | Düsseldorf                                                               | Germania                                                                 | 2 – 2                                                                    | Argentina                                                                | Amichevole                                                               | -                                                                        | 46’                                                                      |
| 26-3-2005                                                                | La Paz                                                                   | Bolivia                                                                  | 1 – 2                                                                    | Argentina                                                                | Qual. Mondiali 2006                                                      | -                                                                        |                                                                          |
| 30-3-2005                                                                | Buenos Aires                                                             | Argentina                                                                | 1 – 0                                                                    | Colombia                                                                 | Qual. Mondiali 2006                                                      | -                                                                        |                                                                          |
| 4-6-2005                                                                 | Quito                                                                    | Ecuador                                                                  | 2 – 0                                                                    | Argentina                                                                | Qual. Mondiali 2006                                                      | -                                                                        | 90’                                                                      |
| 18-6-2005                                                                | Norimberga                                                               | Australia                                                                | 2 – 4                                                                    | Argentina                                                                | Conf. Cup 2005 - 1º turno                                                | -                                                                        | 66’                                                                      |
| 21-6-2005                                                                | Norimberga                                                               | Argentina                                                                | 2 – 2                                                                    | Germania                                                                 | Conf. Cup 2005 - 1º turno                                                | 1                                                                        |                                                                          |
| 26-6-2005                                                                | Hannover                                                                 | Messico                                                                  | 1 – 1 dts (5 – 6 dtr)                                                    | Argentina                                                                | Conf. Cup 2005 - Semifinale                                              | -                                                                        |                                                                          |
| 29-6-2005                                                                | Francoforte                                                              | Brasile                                                                  | 4 – 1                                                                    | Argentina                                                                | Conf. Cup 2005 - Finale                                                  | -                                                                        | 42’ 56’                                                                  |
| 3-9-2005                                                                 | Asunción                                                                 | Paraguay                                                                 | 1 – 0                                                                    | Argentina                                                                | Qual. Mondiali 2006                                                      | -                                                                        |                                                                          |
| 12-11-2005                                                               | Ginevra                                                                  | Argentina                                                                | 2 – 3                                                                    | Inghilterra                                                              | Amichevole                                                               | -                                                                        |                                                                          |
| 1-3-2006                                                                 | Basilea                                                                  | Argentina                                                                | 2 – 3                                                                    | Croazia                                                                  | Amichevole                                                               | -                                                                        |                                                                          |
| 30-5-2006                                                                | Salerno                                                                  | Argentina                                                                | 2 – 0                                                                    | Angola                                                                   | Amichevole                                                               | -                                                                        | 76’                                                                      |
| 10-6-2006                                                                | Amburgo                                                                  | Argentina                                                                | 2 – 1                                                                    | Costa d'Avorio                                                           | Mondiali 2006 - 1º turno                                                 | -                                                                        |                                                                          |
| 16-6-2006                                                                | Gelsenkirchen                                                            | Argentina                                                                | 6 – 0                                                                    | Serbia e Montenegro                                                      | Mondiali 2006 - 1º turno                                                 | 1                                                                        | 17’                                                                      |
| 21-6-2006                                                                | Francoforte                                                              | Paesi Bassi                                                              | 0 – 0                                                                    | Argentina                                                                | Mondiali 2006 - 1º turno                                                 | -                                                                        | 57’                                                                      |
| 24-6-2006                                                                | Lipsia                                                                   | Argentina                                                                | 2 – 1 dts                                                                | Messico                                                                  | Mondiali 2006 - Ottavi di finale                                         | -                                                                        | 76’                                                                      |
| 30-6-2006                                                                | Berlino                                                                  | Germania                                                                 | 1 – 1 dts (4 – 2 dtr)                                                    | Argentina                                                                | Mondiali 2006 - Quarti di finale                                         | -                                                                        | 72’                                                                      |
| 7-2-2007                                                                 | Parigi                                                                   | Francia                                                                  | 0 – 1                                                                    | Argentina                                                                | Amichevole                                                               | -                                                                        | 34’                                                                      |
| 2-6-2007                                                                 | Basilea                                                                  | Svizzera                                                                 | 1 – 1                                                                    | Argentina                                                                | Amichevole                                                               | -                                                                        |                                                                          |
| 5-6-2007                                                                 | Barcellona                                                               | Argentina                                                                | 4 – 3                                                                    | Algeria                                                                  | Amichevole                                                               | 1                                                                        |                                                                          |
| 28-6-2007                                                                | Maracaibo                                                                | Argentina                                                                | 4 – 1                                                                    | Stati Uniti                                                              | Coppa America 2007 - 1º turno                                            | -                                                                        | 58’                                                                      |
| 2-7-2007                                                                 | Maracaibo                                                                | Argentina                                                                | 4 – 2                                                                    | Colombia                                                                 | Coppa America 2007 - 1º turno                                            | -                                                                        |                                                                          |
| 5-7-2007                                                                 | Barquisimeto                                                             | Argentina                                                                | 1 – 0                                                                    | Paraguay                                                                 | Coppa America 2007 - 1º turno                                            | -                                                                        | 67’                                                                      |
| 8-7-2007                                                                 | Barquisimeto                                                             | Argentina                                                                | 4 – 0                                                                    | Perù                                                                     | Coppa America 2007 - Quarti di finale                                    | -                                                                        | 83’                                                                      |
| 11-7-2007                                                                | Puerto Ordaz                                                             | Messico                                                                  | 0 – 3                                                                    | Argentina                                                                | Coppa America 2007 - Semifinale                                          | -                                                                        |                                                                          |
| 15-7-2007                                                                | Maracaibo                                                                | Brasile                                                                  | 3 – 0                                                                    | Argentina                                                                | Coppa America 2007 - Finale                                              | -                                                                        | 59’                                                                      |
| 13-10-2007                                                               | Buenos Aires                                                             | Argentina                                                                | 2 – 0                                                                    | Cile                                                                     | Qual. Mondiali 2010                                                      | -                                                                        |                                                                          |
| 16-10-2007                                                               | Maracaibo                                                                | Venezuela                                                                | 0 – 2                                                                    | Argentina                                                                | Qual. Mondiali 2010                                                      | -                                                                        |                                                                          |
| 17-11-2007                                                               | Buenos Aires                                                             | Argentina                                                                | 3 – 0                                                                    | Bolivia                                                                  | Qual. Mondiali 2010                                                      | -                                                                        | 69’                                                                      |
| 20-11-2007                                                               | Bogotà                                                                   | Colombia                                                                 | 2 – 1                                                                    | Argentina                                                                | Qual. Mondiali 2010                                                      | -                                                                        | 74’                                                                      |
| 20-8-2008                                                                | Minsk                                                                    | Bielorussia                                                              | 0 – 0                                                                    | Argentina                                                                | Amichevole                                                               | -                                                                        |                                                                          |
| 6-9-2008                                                                 | Buenos Aires                                                             | Argentina                                                                | 1 – 1                                                                    | Paraguay                                                                 | Qual. Mondiali 2010                                                      | -                                                                        |                                                                          |
| 10-9-2008                                                                | Lima                                                                     | Perù                                                                     | 1 – 1                                                                    | Argentina                                                                | Qual. Mondiali 2010                                                      | 1                                                                        | 87’                                                                      |
| 11-10-2008                                                               | Buenos Aires                                                             | Argentina                                                                | 2 – 1                                                                    | Uruguay                                                                  | Qual. Mondiali 2010                                                      | -                                                                        |                                                                          |
| 15-10-2008                                                               | Santiago del Cile                                                        | Cile                                                                     | 1 – 0                                                                    | Argentina                                                                | Qual. Mondiali 2010                                                      | -                                                                        | 83’                                                                      |
| 14-11-2009                                                               | Madrid                                                                   | Spagna                                                                   | 2 – 1                                                                    | Argentina                                                                | Amichevole                                                               | -                                                                        | 74’                                                                      |
| 7-9-2010                                                                 | Buenos Aires                                                             | Argentina                                                                | 4 – 1                                                                    | Spagna                                                                   | Amichevole                                                               | -                                                                        | 19’                                                                      |
| 8-10-2010                                                                | Tokyo                                                                    | Giappone                                                                 | 1 – 0                                                                    | Argentina                                                                | Amichevole                                                               | -                                                                        | 45’                                                                      |
| 9-2-2011                                                                 | Ginevra                                                                  | Argentina                                                                | 2 – 1                                                                    | Portogallo                                                               | Amichevole                                                               | -                                                                        | 78’                                                                      |
| 26-3-2011                                                                | East Rutherford                                                          | Stati Uniti                                                              | 1 – 1                                                                    | Argentina                                                                | Amichevole                                                               | 1                                                                        | 75’                                                                      |
| 1-7-2011                                                                 | La Plata                                                                 | Argentina                                                                | 1 – 1                                                                    | Bolivia                                                                  | Coppa America 2011 - 1º turno                                            | -                                                                        | 46’                                                                      |
| 6-7-2011                                                                 | Santa Fe                                                                 | Argentina                                                                | 0 – 0                                                                    | Colombia                                                                 | Coppa America 2011 - 1º turno                                            | -                                                                        | 60’                                                                      |
| Totale                                                                   |                                                                          | Presenze                                                                 | 52                                                                       |                                                                          | Reti                                                                     | 5                                                                        |                                                                          |

## Palmarès

### Club

#### Competizioni nazionali
- Campionato argentino: 1

River Plate: Clausura 2002
- Campionato spagnolo: 1

Real Madrid: 2002-2003
- Supercoppa di Spagna: 1

Real Madrid: 2003
- Coppa Italia: 4

Inter: 2004-2005, 2005-2006, 2009-2010, 2010-2011
- Supercoppa italiana: 4

Inter: 2005, 2006, 2008, 2010
- Campionato italiano: 5

Inter: 2005-2006, 2006-2007, 2007-2008, 2008-2009, 2009-2010
- Campionato greco: 2

Olympiakos: 2015-2016, 2016-2017

#### Competizioni internazionali
- Supercoppa UEFA: 1

Real Madrid: 2002
- Coppa Intercontinentale: 1

Real Madrid: 2002
- UEFA Champions League: 1

Inter: 2009-2010
- Coppa del mondo per club: 1

Inter: 2010

### Nazionale
- Campionato mondiale Under-20: 1

1997
- Campionato sudamericano Under-20: 2

1997, 1999

### Individuale
- Squadra dell'anno European Sports Media: 1

2005-2006
- Calciatore dell'anno del Leicester City: 1

2014-2015
- Inserito nella Hall of Fame dell'Inter nella categoria Centrocampisti

2020